# Гомзовское месторождение
Гомзовское месторождение — месторождение гипса и ангидрита в Нижегородской области на северной окраине деревни Гомзово.
В ближайшее время планируется его разработка французской фирмой Saint-Gobain. На сегодняшний день завод Saint-Gobain осуществляет производство гипсокартона из ввозимого сырья с других месторождений.

## Восточный участок
Согласно проведённым исследованиям по состоянию на 2010 год запасы гипса на восточном участке по категории С1 составляли 8 983 тыс. тонн, по категории С2 — 8 800 тыс.тонн. Запасы ангидрита по категории С1 — 12 847 тыс. тонн (в том числе 1 894 тыс. м² для облицовочного камня), по категории С2 — 8 300 тыс. тонн (в том числе для облицовочного камня — 1 477 тыс. м²).
Прогнозные ресурсы гипса и ангидрита оценены по категории Р2-I в объёме 46 283 тыс. тонн, в том числе гипса — 26 026,1 тыс. тонн, ангидрита — 20 256,9 тыс. тонн.
В июне 2010 года ООО «СПК „Богородский“» (100 % долей принадлежат ОАО «Уралхим») на аукционе приобрело лицензию на разведку и добычу гипса и ангидрита на восточном участке месторождения.

## Южный участок
Разработка Южного участка ведётся французской фирмой «Saint-Gobain», которая в 2005 году приобрела российское ООО «Би Пи Би» вместе с лицензией от 2000 года на часть месторождения. Запасы насчитывают 35 млн тонн гипса и 10 млн тонн ангидрита.

## Освоение месторождения
Концерн Saint-Gobain разработал инвестиционный проект по строительству промышленного комплекса, состоящего из завода по производству гипсокартона и гипсового карьера на базе Гомзовского месторождения гипса. Проект компании предусматривает строительство карьера по добыче гипса и завода по производству гипсокартонных плит. Проектная мощность предприятия составит около 30 млн. м² гипсокартона в год. Для строительства завода компанией был приобретён участок площадью 10 га. При реализации проекта «бюджетная эффективность» составит 169 млн рублей без учёта НДФЛ. Правительство Нижегородской области присвоило проекту статус приоритетного.
При проекте был создан наблюдательный совет, в который вошли представители общественности Павловского района. Одним из результатов работы совета стало создание общественной приёмной.
В ходе консультаций руководства концерна и представителей правительства Нижегородской области, была достигнута договорённость о том, что осенью 2011 года, после получения всех административных разрешений и согласований, Saint-Gobain приступит к строительству промышленного комплекса, состоящего из гипсового карьера и завода по производству гипсокартона.
Комментируя создание на новом заводе и в смежных отраслях около 500 рабочих мест, заместитель губернатора Нижегородской области Дмитрий Сватковский отметил: «Этот проект сыграет важную роль в социально-экономическом развитии Павловского района. Здесь будут созданы новые рабочие места, а дополнительные налоги в бюджет в дальнейшем позволят реализовывать все социальные программы и прочие обязательства, которые взяли на себя правительство области и руководство района».
Гидрологические расчеты провёл проектный институт ФГУП «ВИОГЕМ», проект карьера — ОАО «Уралгипрошахт».
29 ноября 2011 года состоялась торжественная церемония в сязи с началом строительства завода, которое завершится к концу 2012 — началу 2012 года.